# Hoa hậu Thế giới 2000

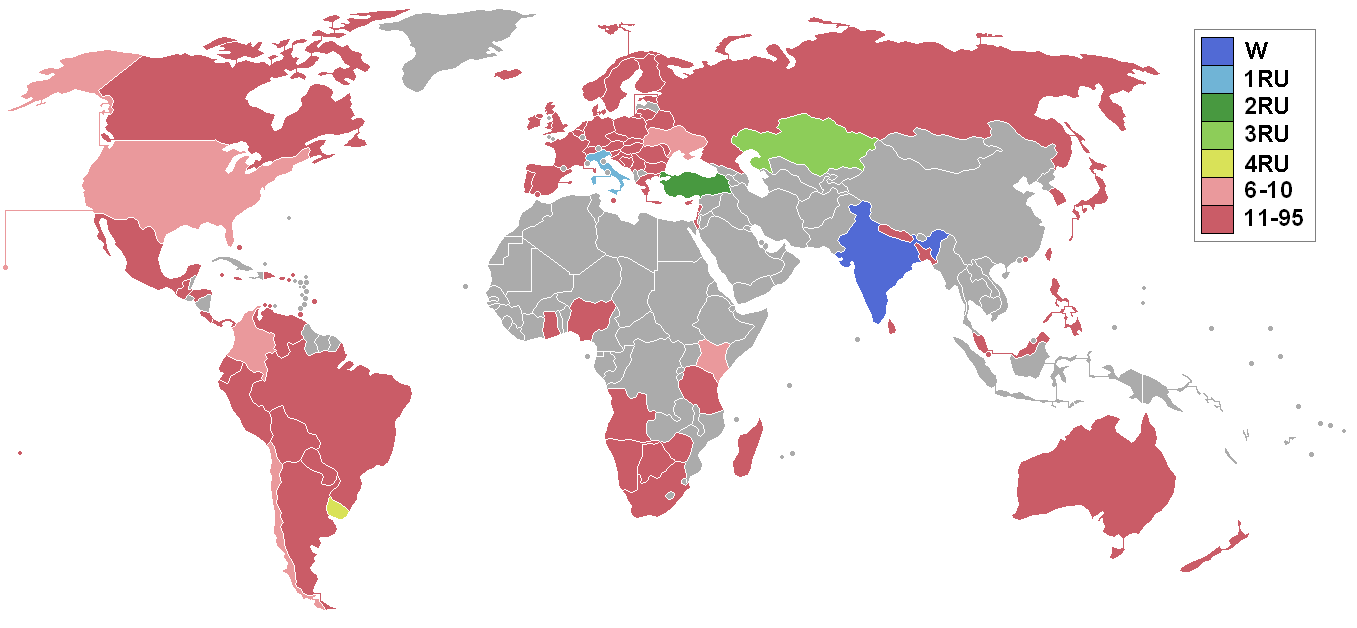
Các quốc gia và vùng lãnh thổ tham dự cuộc thi và kết quả

Hoa hậu Thế giới 2000, là cuộc thi Hoa hậu Thế giới lần thứ 50 được tổ chức tại Millennium Dome, Luân Đôn, Anh ngày 30 tháng 11 năm 2000. Phần thi áo tắm diễn ra tại quần đảo Maldives.
Đây là cuộc thi đầu tiên diễn ra sau khi Eric Morley, người sáng lập ra cuộc thi qua đời, Julia Morley thay chồng điều hành cuộc thi. 95 thí sinh là con số cao nhất của Hoa hậu Thế giới thời bấy giờ.
Hoa hậu Thế giới 1999 Yukta Mookhey đến từ Ấn Độ đã trao lại vương miện cho người đồng hương Priyanka Chopra. Priyanka Chopra là Hoa hậu Thế giới thứ năm đến từ Ấn Độ và người chiến thắng thứ hai liên tiếp từ đất nước của mình. Trên bình diện quốc tế, Chopra trị vì cùng với người  giữ danh hiệu Hoa hậu Hoàn vũ 2000 Lara Dutta và người giữ danh hiệu Hoa hậu châu Á Thái Bình Dương 2000 Dia Mirza, cả hai cũng đến từ Ấn Độ.

## Kết quả

### Thứ hạng
| Kết quả               | Thí sinh |
| --------------------- | --- |
| Hoa hậu Thế giới 2000 | - Ấn Độ – Priyanka Chopra |
| Á hậu 1               | - Ý – Giorgia Palmas |
| Á hậu 2               | - Thổ Nhĩ Kỳ – Yüksel Ak |
| Top 5                 | - Kazakhstan – Margarita Kravtsova - Uruguay – Katja Thomsen Grien                                                                   |
| Top 10                | - Chile – Isabel Bawlitza - Colombia – Andrea Durán - Kenya – Yolande Masinde - Ukraine – Olena Scherban - Hoa Kỳ – Angelique Breaux |

### Nữ hoàng sắc đẹp châu lục
| Châu lục           | Thí sinh                            |
| ------------------ | ----------------------------------- |
| Châu Phi           | - Kenya – Yolanda Masinde           |
| Châu Mỹ            | - Uruguay – Katja Thomsen           |
| Châu Á & Đại Dương | - Ấn Độ – Priyanka Chopra           |
| Vùng Caribê        | - Curaçao – Jozaine Marianella Wall |
| Châu Âu            | - Ý – Giorgia Palmas                |

### Giải thưởng đặc biệt
| Giải thưởng                  | Thí sinh                           |
| ---------------------------- | ---------------------------------- |
| Thiết kế trang phục đẹp nhất | - Kazakhstan - Margarita Kravtsova |

## Giám khảo
| - Stephanie Beacham - Ozwald Boateng - Errol Brown - Lulu | - Terry O'Neill - Lucy Sykes - Hemant Trevedi - Amanda Wakeley |

## Các thí sinh
| - Quần đảo Virgin (Mỹ) - Luciah Hedrington - Angola - Deolinda Vilela - Argentina - Daniela Stucan - Aruba - Monique van der Horn - Úc - Renee Henderson - Áo - Patricia Kaiser - Bahamas - Latia Bowe - Bangladesh - Sonia Gazi - Barbados - Leilani McConney - Belarus - Sviatlana Kruk - Bỉ - Joke van de Velde - Bolivia - Jimena Rico Toro - Bosnia & Herzegovina - Jasmina Mahmutović - Botswana - Puna Keleabetswe Serati - Brazil - Francine Eickemberg - Quần đảo Virgin (Anh) - Nadia Harrigan Ubinas - Bulgaria - Ivanka Peytcheva - Canada - Christine Cho - Quần đảo Cayman - Jacqueline Bush - Chile - Isabel Bawlitza - Colombia - Andrea Duran - Costa Rica - Cristina de Mezerville - Croatia - Andreja Čupor - Curaçao - Jozaine Wall - Síp - Iphigenia Papaioannou - Cộng hòa Séc - Michaela Salacova - Đan Mạch - Anne Katrin Vrang - Cộng hòa Dominica - Gilda Jovine - Ecuador - Ana Dolores Murillo - Anh - Michelle Walker - Estonia - Irina Ovtchinnikova - Phần Lan - Salima Peippo - Pháp - Karine Meier - Đức - Natascha Berg - Ghana - Maame Ewarfaah Hawkson - Gibraltar - Tessa Sacramento - Hy Lạp - Athanasia Tzoulaki - Guatemala - Cindy Ramirez - Hà Lan - Raja Moussaoui - Honduras - Veronica Rivera - Hồng Kông Trung Quốc - Giản Bội Kiên - Hungary - Judit Kuchta - Iceland - Elva Dogg Melsted - Ấn Độ - Priyanka Chopra - Ireland - Yvonne Ellard - Israel - Dana Dantes - Ý - Giorgia Palmas - Jamaica - Ayisha Richards | - Nhật Bản - Mariko Sugai - Kazakhstan - Margarita Kravtsova - Kenya - Yolanda Masinde - Hàn Quốc - Jung-sun Shin - Liban - Sandra Rizk - Lithuania - Martyna Bimbaite - Madagascar - Julianna Todimarina - Malaysia - Tan Sun Wei - Malta - Katia Grima - México - Paulina Flores Arias - Moldova - Mariana Moraru - Namibia - Mia de Klerk - Nepal - Usha Khadgi - New Zealand - Katherine Allsopp-Smith - Nigeria - Matilda Kerry - Bắc Ireland - Julie Lee-Ann Martin - Na Uy - Stine Pedersen - Panama - Ana Raquel Ochy - Paraguay - Patricia Villanueva - Peru - Tatiana Angulo - Philippines - Katherine Guzman - Ba Lan - Justyna Bergmann - Bồ Đào Nha - Gilda Dias Pe-Curto - Puerto Rico - Sarybel Velilla - România - Aleksandra Cosmoiu - Nga - Anna Bodareva - Scotland - Michelle Watson - Singapore - Charlyn Ding Zung Ee - Slovakia - Janka Horecna - Slovenia - Maša Merc - Nam Phi - Heather Joy Hamilton - Tây Ban Nha - Veronica Garcia - Sri Lanka - Gunga Gunasekera - Thụy Điển - Ida Sofia Manneh - Thụy Sĩ - Mahara Mackay - Tahiti - Vanini Bea - Đài Loan - Hác Thư Đình - Tanzania - Jacqueline Ntuyabelikwe - Trinidad & Tobago - Rhonda Rosemin - Thổ Nhĩ Kỳ - Yuksel Ak - Ukraina - Olena Shcherban - Hoa Kỳ - Angelique Breaux - Uruguay - Katja Thomsen - Venezuela - Vanessa Cardenas - Wales - Sophie-Kate Cahill - Nam Tư - Iva Milivojević - Zimbabwe - Victoria Moyo |

| Áo tắm Nhóm 1 - Uruguay - Bahamas - Argentina - Ý - Quần đảo Virgin thuộc Mỹ - Brazil - Úc - Bulgaria - Angola - Aruba - Bồ Đào Nha - Áo Nhóm 2 - Bỉ - Nga - Quần đảo Virgin thuộc Anh - Moldova - Cộng hoà Séc - Barbados - Pháp - Bangladesh - Na Uy - Nepal - Kazakhstan - Belarus Nhóm 3 - Quần đảo Cayman - Cộng hoà Dominican - Botswana - Costa Rica - Curacao - Đức - Estonia - Ghana - Bolivia - Bosnia & Herzegovina - Croatia - Hà Lan Nhóm 4 - Tanzania - Đan Mạch - Singapore - Philippines - Hồng Kông Trung Quốc - Kenya - Namibia - Thổ Nhĩ Kỳ - Phần Lan - Đài Loan - Anh - Tahiti Nhóm 5 - Thụy Sĩ - New Zealand - Canada - Hàn Quốc - Ireland - Wales - Malaysia - Malta - Israel - Thụy Điển - Nhật Bản - Iceland Nhóm 6 - Ấn Độ - Jamaica - Puerto Rico - Slovakia - Trinidad & Tobago - Scotland - Zimbabwe - Bắc Ireland - Sri Lanka - Nigeria - Paraguay - Slovenia Nhóm 7 - Ba Lan - Romania - Hy Lạp - Mexico - Síp - Colombia - Guatemala - Hungary - Gibraltar - Lithuania - Chile - Ecuador Nhóm 8 - Nam Phi - Peru - Liban - Madagascar - Honduras - Hoa Kỳ - Panama - Tây Ban Nha - Ukraine - Nam Tư - Venezuela | Áo dạ hội Nhóm 1 - Ý - Bồ Đào Nha - Aruba - Áo - Úc - Quần đảo Virgin thuộc Mỹ - Angola - Bulgaria - Argentina - Bahamas - Uruguay - Brazil Nhóm 2 - Cộng hoà Séc - Bỉ - Na Uy - Nga - Moldova - Bangladesh - Belarus - Nepal - Kazakhstan - Barbados - Pháp - Quần đảo Virgin thuộc Anh Nhóm 3 - Curacao - Estonia - Bolivia - Hà Lan - Botswana - Đức - Quần đảo Cayman - Croatia - Cộng hoà Dominican - Bosnia & Herzegovina - Costa Rica - Ghana Nhóm 4 - Thổ Nhĩ Kỳ - Namibia - Đan Mạch - Philippines - Hồng Kông Trung Quốc - Anh - Đài Loan - Singapore - Tanzania - Tahiti - Phần Lan - Kenya Nhóm 5 - New Zealand - Israel - Thụy Sĩ - Malta - Thụy Điển - Hàn Quốc - Malaysia - Nhật Bản - Iceland - Ireland - Canada - Wales Nhóm 6 - Slovenia - Jamaica - Ấn Độ - Puerto Rico - Bắc Ireland - Slovakia - Zimbabwe - Nigeria - Scotland - Trinidad & Tobago - Paraguay - Sri Lanka Nhóm 7 - Gibraltar - Hungary - Mexico - Lithuania - Hy Lạp - Colombia - Romania - Ecuador - Guatemala - Síp - Chile - Ba Lan Nhóm 8 - Venezuela - Ukraine - Panama - Nam Tư - Tây Ban Nha - Madagascar - Honduras - Hoa Kỳ - Peru - Nam Phi - Liban |

## Các chú ý

### Lần đầu tham gia
- Belarus
- Anh
- Moldova
- Bắc Ireland

### Trở lại
- Lần cuối tham gia vào năm 1995:
  -  Barbados
  -  Đan Mạch
- Lần cuối tham gia vào năm 1997:
  -  Namibia
- Lần cuối tham gia vào năm 1998:
  -  Quần đảo Virgin (Anh)
  -  Curaçao
  -  Đài Loan

### Một số quốc gia không tham dự
- Guyana – không tham dự Hoa hậu Thế giới 2000 không rõ lý do.
- Latvia – (Dina Kalandarova) bỏ cuộc vào phút cuối bởi lý do cá nhân. Cô đã tham dự Hoa hậu Thế giới một năm sau.
- Seychelles – không tham dự Hoa hậu Thế giới 2000 không rõ lý do.
- Sint Maarten – không có cuộc thi nào được tổ chức trong năm 2000.
- Swaziland – không tham dự Hoa hậu Thế giới 2000 không rõ lý do.
- Thái Lan – không có cuộc thi nào được tổ chức trong năm 2000.
- Vương quốc Anh – kể từ năm nay, thay vào đó là bốn khu vực Anh, Bắc Ireland, Scotland và Wales.
- Zambia – không tham dự Hoa hậu Thế giới 2000 không rõ lý do.

### Chú ý về thí sinh
- Hai thí sinh là Á hậu của Hoa hậu Trái Đất 2001. Margarita Kravtsova (Chung kết) đứng vị trí Á hậu 2 và Á hậu 3 là Daniela Stucan, không thành công tại Hoa hậu Thế giới. Stucan sau đó đã tham dự Hoa hậu Hoàn vũ 2007 nhưng cũng không thành công.
- Một số thí sinh đã và sẽ tham dự cuộc thi Hoa hậu Hoàn vũ:
  - Sarybel Velilla Cabeza (Puerto Rico) đã tham dự Hoa hậu Hoàn vũ 1996.
  - Renee Henderson từ Úc đã tham dự Hoa hậu Hoàn vũ 1998.
  - Heather Joy Hamilton vào bán kết Hoa hậu Hoàn vũ 2000 nhưng không thành công tại Hoa hậu Thế giới. Joke van de Velde (Bỉ), Gilda Jovine (Cộng hoà Dominican), Mia de Klerk (Namibia), Matilda Kerry (Nigeria) không thành công ở cả hai cuộc thi.
  - Jacqueline Bush (Quần đảo Cayman), Sandra Rizk (Liban) và Mahara Brigitta McKay (Thụy Sĩ) đã tham dự Hoa hậu Hoàn vũ 2001.
- Angelique Breaux (Hoa Kỳ) là Hoa hậu California 1999 (Miss California USA 1999) và Á hậu 2 Hoa hậu Mỹ (Miss USA 1999).
- 8 trong 10 nước vào ban kết không có tên trong bán kết năm trước: Ý (1973), Uruguay (1979), Kenya (1984), Colombia (1996), Thổ Nhĩ Kỳ (1997), và Chile (1998). Kazakhstan và Ukraine vào bán kết lần đầu tiên, là cựu quốc gia Xô Viết xuất hiện trên sân khấu. Ukraine tham dự từ năm, trong khi Kazakhstan là năm 1998.

## Liên kết
- Trang chủ của Hoa hậu Thế giới